# Rockstar Games presents Table Tennis
Rockstar Games presents Table Tennis (с англ. — «Rockstar Games представляет Настольный Теннис») — компьютерная игра в жанре симулятора настольного тенниса, разработанная американской студией Rockstar San Diego и изданная компанией Rockstar Games. Представляет собой реалистичный симулятор настольного тенниса, цель игрока — сделать так, чтобы соперник не смог отбить мячик.
В Table Tennis множество методов подачи и возврата мяча, предназначенные для того, чтобы игрок мог обыграть своего соперника. Игроки могут играть как в одиночной игре, где соперник управляется искусственным интеллектом, так и в мультиплеере для двух человек. Изначально симулятор разрабатывался специально для консоли Xbox 360, а команда разработчиков использовала графические возможности обновлённого аппаратного обеспечения, что позволило студии разрабатывать игры в более быстром темпе. Rockstar Games presents Table Tennis стала первой игрой от Rockstar, созданной на собственном игровом движке Rockstar Advanced Game Engine (RAGE). Игра вышла в мае 2006 года на Xbox 360, а в октябре следующего года она была портирована на Wii.
Анонс в марте 2006 года вызвал сильное удивление и замешательство со стороны игровых журналистов и игроков, так как стиль проекта разительно отличался от предыдущих игр Rockstar. После выхода симулятор получил в основном положительные отзывы от критиков, отмечавших его простоту, реиграбельность и детализированные визуальные эффекты.

## Игровой процесс
Rockstar Games presents Table Tennis представляет собой реалистичный симулятор настольного тенниса, в котором два игрока отбивают мячик друг другу на специальном теннисном столике. Цель симулятора состоит в том, чтобы соперник не смог отбить мячик. Игрок может играть как в одиночной игре, где соперником управляет искусственный интеллект, так и в мультиплеере, бросив вызов другому игроку. На выбор доступны одиннадцать персонажей, каждый со своим стилем игры и разблокируется по мере прохождения симулятора, и одиннадцать площадок для игры. У каждого теннисиста своя индивидуальная способность — например, кто-то более быстрый, а кто-то сильнее бьёт по мячу.
В Table Tennis два режима — «Турнир» (англ. Tournament), в котором игроки соревнуются друг с другом на разных аренах, и «Выставочный матч» (англ. Exhibition), где игрок бросает вызов другим в нерейтинговых матчах. Перед подачей мячика, игрок предварительно занимает стойку, нацеливается на мяч и рассчитывает величину вращения и силу удара.
При ударе игрок может установить уровень вращения мяча, поворачивая его в любом направлении. После того, как соперник отбил мяч, у игрока есть возможность «зарядить» свой удар. Пока удар «заряжается», индикатор фокусировки увеличивается — при его заполнении, игроки переходят в состояние полной фокусировки, при которой их удар получается более точным и быстрым. Игроки также могут выполнять мягкие удары, уменьшая или увеличивая скорость мяча, и фокусирующие удары и «режущие», «крутящие» манёвры, которые могут отразить сложные удары.
Версия на Wii предлагает три схемы для управления: Standart — используется стандартный контроллер консоли Wii Remote, Sharp Shooter — используются нунчаки, часть которых привязана к управлению мячом, и Control Freak — нунчаки используются для контроля над позицией игрока.

## Разработка и выход
Предварительная разработка симулятора началась в 2005 году ещё до анонса консоли Xbox 360, для которой он разрабатывался. Разработчики из Rockstar San Diego заметили, что обновлённое аппаратное обеспечение позволяет им создавать игры более быстрыми темпами, чем раньше. Президент Rockstar Games Сэм Хаузер посчитал, что подразделение издателя из Сан-Диего было подходящим разработчиком для данной игры благодаря их мастерству в разработке «продвинутых» движков, особенно в начале «консольного» поколения. Хаузер также сказал, что физика игры на старом оборудовании была «приемлема», но разработчики ждали возможности поработать с Xbox 360 из-за «другого уровня производства и технологий». Игра является первой игрой от Rockstar, созданной на собственном движке RAGE — позднее, на нём будут разработаны практически все проекты Rockstar, например Grand Theft Auto IV, Max Payne 3 и Red Dead Redemption.
Сетевой программист Джон Гирах назвал наиболее сложным аспектом разработки мультиплеер из-за уровня реализма симулятора. Кроме того, необходимые для игры скорость и точность также были проблемой для команды из-за быстрого темпа матчей. Во время обсуждения возможности портирования симулятора на Wii, команда единогласно согласилась почти сразу, так как консоль «идеально подходит» для игры. При разработке версии для Wii команда особенно тщательно продумала, как угодить всем игрокам, что позволило использовать целый ряд различных схем управления. Портированием на консоль от Nintendo занималась британская студия Rockstar Leeds.
Официальный анонс Rockstar Games presents Table Tennis состоялся 3 марта 2006 года. Журналисты и игроки были сильно удивлены анонсом симулятора, поскольку проект разительно отличался от предыдущих игр Rockstar, вроде GTA. Rockstar Games presents Table Tennis вышла на консолях Xbox 360 23 мая 2006 года на территории Северной Америки; в регионах PAL Table Tennis вышел 26 мая. 18 июля следующего года Rockstar анонсировали порт на Wii, адаптированный под контроллер Wii Remote. Wii-версия вышла 17 октября в Северной Америке и 19 октября в PAL-регионах. Американский игрок в настольный теннис Уолли Грин, «сыгравший» по технологии захвата движения, помог с маркетингом симулятора в 2006 году, а позже Rockstar выступили спонсором Грина в его профессиональном турне.

## Отзывы критиков
| Сводный рейтинг       | Сводный рейтинг | Сводный рейтинг |
| Издание               | Оценка          | Оценка          |
| Издание               | Wii             | Xbox 360        |
| --------------------- | --------------- | --------------- |
| GameRankings          | 69,61 %         | 82,48 %         |
| Metacritic            | 68/100          | 81/100          |
| Иноязычные издания    |                 |                 |
| Издание               | Оценка          | Оценка          |
| Издание               | Wii             | Xbox 360        |
| AllGame               | [ 27 ]          | [ 28 ]          |
| Edge                  | N/A             | 7/10            |
| EGM                   | N/A             | 7,67/10         |
| Eurogamer             | 8/10            | 9/10            |
| Game Informer         | 6/10            | 8/10            |
| GameSpot              | 6/10            | 8,5/10          |
| GamesRadar+           | N/A             | [ 36 ]          |
| GameTrailers          | 6,7/10          | 7,8/10          |
| IGN                   | 7,8/10          | 7,8/10          |
| ONM                   | 80 %            | N/A             |
| OXM                   | N/A             | 8/10            |
| VideoGamer            | 7/10            | 7/10            |
| Русскоязычные издания |                 |                 |
| Издание               | Оценка          | Оценка          |
| Издание               | Wii             | Xbox 360        |
| Gameplay              | N/A             | [ 45 ]          |
| «Страна игр»          | N/A             | 8,5/10          |

Согласно сайту-агрегатору Metacritic, версия Table Tennis для Xbox 360 получила «в основном положительные отзывы», в то время как версия для Wii — «смешанные отзывы». Рецензенты наиболее высоко оценили геймплей, детализированные визуальные эффекты и мультиплеер.
Технические аспекты симулятора, вроде графики и анимации, получили высокую оценку от критиков. Дуглас Си Перри из IGN назвал графику и движения «выдающимися», а анимацию — «красивой». Критик также отметил стабильную частоту кадров. Райан Дэвис из GameSpot написал, что персонажи проработаны с «феноменальной детализацией», хотя и отметил, что в игре «больше не на что смотреть». Дэн Амрич из GamesRadar высоко оценил модели игроков и световые эффекты, заявив, что они «используют аппаратное обеспечение впечатляюще и в то же время играючи». Том Орри из VideoGamer.com почувствовал, что визуальные эффекты улучшают геймплей и отметил многочисленные мелкие детали и физику мяча.
Многие рецензенты назвали игровой процесс простым, но эффективным. Перри из IGN назвал геймплей «глубоким и захватывающим», а управление — «интуитивно понятным». Амрич из GamesRadar также отметил, что управление «понятное и не отталкивает „серьёзных“ спортивных геймеров», а Орри из VideoGamer.com назвал его «искусным». Том Брэмуэлл из Eurogamer высоко оценил простоту игры. Чарльзу Хэролду из газеты The New York Times понравилась простая схема управления, однако он отметил, что предпочёл бы симулятору настоящий настольный теннис.
Многопользовательский режим Table Tennis получил положительный отклик от критиков. Амрич из GamesRadar посчитал, что мультиплеер «расширил» реиграбельность симулятора, давая игрокам повод вернуться в игру «спустя долгое время после того, как они узнали слабые стороны игровых персонажей». Орри и Брэмуэлл назвали многопользовательскую составляющую игры «отличной», однако первый отмечал незначительные лаги в игре.
Когда игра была портирована на Wii, геймплей на контроллерах Wii Remote получил положительные отзывы. Марк Бозон из IGN посчитал, что геймплей с данным контроллером является серьёзным улучшением в сравнении с оригиналом на Xbox 360. Элли Гибсон из Eurogamer отметила, что несколько изменённые элементы управления под Wii работают «идеально», назвав их «интуитивно понятными и лёгкими для восприятия». Райан Дэвис из GameSpot отметил, что обновлённое управление «работает довольно хорошо», однако оно «не дополняет геймплей». Орри из VideoGamer.com же почувствовал, что оригинальное управление придаёт «больше глубины», чем на Wii.
После анонса на E3 журнал GameSpot признал Table Tennis «лучшей спортивной игрой», а издание IGN и сайт GameTrailers номинировали симулятор в идентичной категории.